# Bismark, Stendal
Bismark là một thị xã thuộc huyện Stendal, phía bắc bang Sachsen-Anhalt, Đức. Đô thị Bismark có diện tích 33,18 km², dân số thời điểm ngày 31 tháng 12 năm 2006 là 3258 người. Bismask có cự ly khoảng 22 km về phía tây của Stendal.
Bismark thuộc Verwaltungsgemeinschaft Bismark/Kläden. Thủ phủ của Verwaltungsgemeinschaft nằm ở Kläden.